# Meyer Birnbaum
Pour les articles homonymes, voir Birnbaum.
Meyer Birnbaum dit Lieutenant Birnbaum, né en 1918 à New York et mort le 22 février 2013 à Jérusalem, est un juif orthodoxe américain, lieutenant ayant combattu avec l'armée américaine, libérant la France,  auteur de l'ouvrage populaire Lieutenant Birnbaum : a soldier's story : growing up Jewish in America, liberating the D.P. camps, and a new home in Jerusalem. publié en 1993. Son frère, Eli Birnbaum tombe au champ d'honneur en Normandie.

## Biographie
Meyer Birnnaum,, ,,,,,,,,,,,, ,est né en 1918 à New York.

### Restauration
Il a une entreprise d'alimentation (restauration), Mauzone Foods. 

## Œuvres
- (en) Meyer Birnbaum (with Yonoson Rosenblum). Lieutenant Birnbaum : a soldier's story : growing up Jewish in America, liberating the D.P. camps, and a new home in Jerusalem. ArtScroll Mesorah Publications, 1993.  (ISBN 0899068227),  (ISBN 9780899068220)